# 辽宁方大集团
辽宁方大集团实业有限公司，简称辽宁方大、方大集团，是一家总部位于中华人民共和国辽宁省沈阳市的大型民营企业，核心业务为炭素、钢铁、航空、医药和商业，控股拥有四家上市公司、两家大型钢铁联合企业、一家大型机械制造跨国企业和一家大型商贸流通企业等超过300家法人单位。

## 历史
辽宁方大集团实业有限公司的前身是创立于2000年的抚顺鑫仁实业有限公司，创办人方威，2004年更名为“辽宁方大”。方威领导辽宁方大通过低价接盘经营不善的国有资产，然后通过改善公司治理、精简成本、整合重组等方式，盘活公司业绩后再高价推向资本市场，以此发展壮大。
2021年9月12日，辽宁方大集团实业有限公司战胜均瑶集团（吉祥航空）与复星集团（豫园股份），成为海航航空集团破产重整过程中的接盘方。此前，方大集团实际控制人减持并质押了方大系上市公司部分股份，以参与该次重整。
12月8日，海航航空经营管理实际控制权正式移交至辽宁方大集团，海航航空集团旗下乌鲁木齐航空加入方大集团。

## 事件
- 2021年7月河南水灾期间，辽宁方大低调捐赠1亿元现金和价值1亿元的应急救援物资驰援河南防汛救灾，引发社会关注。[6]
- 2021年9月12日，辽宁方大成为海航集团航空主业战略投资者，接盘破产重组的海航航空集团。[1]